# Julio Cruz (zapaśnik)
Julio Cruz  (ur. 17 października 1978) – portorykański zapaśnik walczący w stylu klasycznym, w wagach 76–84 kg.
Czwarte miejsce na mistrzostwach panamerykańskich w 2001; piąte w 2005. Brązowy medal na igrzyskach Ameryki Środkowej i Karaibów w 2002 roku.